# Venus y Adonis (Veronés)
Venus y Adonis es una obra del pintor italiano Paolo Veronese. Es un óleo sobre lienzo, pintado hacia 1580. 
Hasta una restauración efectuada hacia 1988, el cuadro medía 2,12 metros de alto y 1,91 m de ancho. En dicha intervención se le retiraron unos añadidos fechables en el siglo XVIII, que aumentaban la presencia del cielo y falseaban sus proporciones originales. Su formato actual es horizontal o apaisado, no vertical como se ve en muchas imágenes antiguas. 
Este cuadro fue adquirido por Velázquez para el rey Felipe IV de España durante su segunda estancia en Italia (1649-51). Se exhibe actualmente en el Museo del Prado de Madrid. Se cree que hacía pareja con otro cuadro, Céfalo y Procris, ahora conservado en el Museo de Bellas Artes de Estrasburgo.
Veronés trata aquí un tema mitológico. Se representa a Venus, que tiene sobre su regazo a Adonis durmiendo. Ella le acaricia y le da aire. La postura de Adonis es un escorzo. Viste ropajes rojos, que contrastan con la piel blanca de Venus; otra diferencia entre ellos es la luz: Venus aparece iluminada, mientras que Adonis permanece más bien a la sombra. Adonis era un joven aficionado a cazar y la diosa intuye que él morirá en una de sus incursiones, por lo que intenta retenerle. La diosa mira a Cupido, que está acariciando a un galgo. También se ha interpretado que ese perro, a diferencia del que está en el suelo durmiendo, está deseoso de salir a cazar, y Cupido lo retiene a la fuerza, para impedir que despierte al joven. Si Adonis despierta, creen que irá de caza. Estas tres figuras se enmarcan en un paisaje vivo, de sombríos tonos verdes y azules en el cielo.
El punto de vista adoptado por el pintor es más bien bajo, obligando al espectador a mirar de abajo arriba. Esto sugiere que pudo estar pensado para colocarlo en la parte alta de la pared.
La escena posterior, cuando Adonis sale a cazar y Venus intenta retenerlo, la representó Tiziano en otro famoso cuadro también en el Museo del Prado. 